# The Quarry (jeu vidéo)
The Quarry (La Carrière en français) est un jeu vidéo d'action-aventure britannique de type survival horror en film interactif développé par Supermassive Games, et sorti en 2022 sur PlayStation 4, Xbox One, PlayStation 5, Xbox Series et Microsoft Windows.

## Synopsis
Le déroulement précis de l’intrigue dépend des choix du joueur, des éléments retrouvés lors du gameplay et de sa réussite dans l'exécution des quick time event.
Au début des grandes vacances, dans la nuit du 24 juin, Laura et son petit-ami Max se rendent au camp de vacances Hackett's Quarry afin d'y travailler comme moniteurs, avec un jour d'avance. Une mystérieuse créature surgissant sur la route les fait toutefois sortir de la route en essayant de l'éviter. Ils sont plus tard trouvés par le shérif local Travis, très suspicieux à leur égard, mais qui les aide à revenir sur la route. Apprenant que les deux jeunes se rendent à Hackett's Quarry, il leur ordonne de passer la nuit au motel non loin et d'attendre le lendemain. Refusant de l'écouter, ils continuent jusqu'au camp. Sur place, ils ne trouvent personne mais découvrent un bunker souterrain et l'ouvrent en pensant apercevoir quelqu'un enfermé à l'intérieur. Une créature les attaque alors, blessant grièvement Max avant que Laura soit sédatée par Travis, qui les a suivi. Le policier tire ensuite sur la créature.
Le 22 août, l'été est terminé, signant la fin de la colonie estivale du camp Hackett's Quarry. Alors que les enfants sont rentrés chez eux, les jeunes moniteurs et le directeur Chris Hackett s'apprêtent à leur tour à quitter les lieux. Toutefois l'un des jeunes, Jacob, épris de sa collègue Emma qui a été son amour de vacances, sabote le van des moniteurs pour passer une nuit de plus sur place afin de la convaincre de poursuivre leur relation. Bien que l'idée de passer une nuit de plus pour profiter du cadre séduit les jeunes, M. Hackett est effrayé par cette idée et, en panique, quitte le camp avec sa propre voiture en ordonnant à Ryan, son moniteur préféré, que tous restent dans le chalet et de ne pas sortir au cours de la nuit.

## Univers

### Personnages
Laura Kearney (Siobhan Williams ; vf : Anaïs Delva) est la copine de Max. Avant la reprise de ses études de vétérinaire, elle se réjouit de passer un été tranquille dans la forêt, en tant qu'animatrice de colo. Son caractère : débrouillarde et curieuse.
Max Brinly (Skyler Gisondo ; vf : Brice Ournac) est le copain de Laura. Il est considéré comme « l'éternel guignol de la classe ». Il est chaleureux et loyal. En revanche, il a du mal à aller au bout des choses et à s'appliquer. 
Abigail Blyg (Ariel Winter ; vf : Cindy Lemineur) est l'artiste du groupe. Elle est souvent plongée dans son carnet à dessin. Son talent artistique et sa gentille sont appréciés de ses camarades. Elle est douce et sincère, mais mal à l'aise socialement. Elle désire trouver l'amour, avant la fin de l'été.
Kaitlyn Ka (Brenda Song ; vf : Olivia Nicosia) s'adapte à n'importe quel milieu social et elle est souvent considérée comme la meneuse, bien qu'elle ait du mal à exprimer ses besoins, lors de situations stressantes. De façon générale, elle croque la vie à pleines dents et est un peu taquine. 
Nicholas Furcillo (Nick) (Evan Evagora ; vf : Adrien Larmande) est considéré comme le beau gosse du groupe. Il représente le parfait équilibre entre le sportif et le geek. Par contre, il a du mal à s'ouvrir aux autres et il refuse de se dévoiler. 
Emma Mountebank (Halston Sage ; vf : Léopoldine Serre) est une influence, actrice talentueuse et documentariste en herbe, Elle capture et commente tout ce qui se passe sous ses yeux grâce à la caméra de son téléphone. Emma gère les ateliers de théâtre de la colo'. 
Ryan Erzahler (Justice Smith ; vf : Clément Moreau) a tendance à être le « beau solitaire ténébreux » mais il vit pour les contacts humains. Ryan dispose d'une âme de héros et est prêt à faire ses preuves auprès de ceux qu'il aime.
Dylan Lenivy (Miles Robbins ; vf : Benoît Berthon) possède un humour assez décalé, apprécié de tous. Il a des connaissons approfondies en musique, et s'occupe de la sono du camp. En revanche, Dylan est terrorisé par l'idée d'être rejeté. 
Jacob Custos (Zach Tinker ; vf : Jérôme Berthoud) est généralement le garçon le plus apprécié du groupe. Sportif, il a tendance à être égocentrique et arrogant, mais reste charmant. Il souhaite que les autres moniteurs passent un bon moment, et plus particulièrement Emma.
Chris Hackett (David Arquette ; vf : François Delaive) est le propriétaire et gérant de la colonie de vacances. Il fait office de figure paternelle à Hackett's Quarry. Il préfère que ses pensionnaires laissent tomber leur téléphone portable, et admirent plutôt les merveilles de la nature. Chris a pour frère Travis Hackett et Bobby Hackett. Ses parents son Constance Hackett (mère) et Jedediah Hackett (père).
Travis Hackett (Ted Raimi ; vf : Philippe Valmont) est le shérif de la petite ville de North Kill, dans le nord de l'État de New York. Il a juré de protéger et de servir. Travis a pour frère Chris Hackett et Bobby Hackett. Ses parents son Constance Hackett (mère) et Jedediah Hackett (père).
Bobby Hackett (Ethan Suplee ; vf : Serge Biavan) a une description assez vague, elle comporte la phrase : « Ils ont hâte de faire ta connaissance... ». Bobby a pour frère Chris Hackett et Travis Hackett. Ses parents son Constance Hackett (mère) et Jedediah Hackett (père).
Jedediah Hackett (Lance Henriksen ; vf : Frédéric Cerdal)  a une description assez vague, elle comporte la phrase : « Ils ont hâte de faire ta connaissance... ». Jedediah a pour enfant Bobby Hackett, Chris Hackett et Travis Hackett. Il a une femme qui se nomme Constance Hackett.
Constance Hackett (Lin Shaye ; vf : Juliette Degenne)  a une description assez vague, elle comporte la phrase : « Ils ont hâte de faire ta connaissance... ». Constance a pour enfant Bobby Hackett, Chris Hackett et Travis Hackett. elle a un mari qui se nomme Jedediah Hackett.
Eliza (Grace Zabriskie ; vf : Cathy Cerda) a une description assez vague, elle comporte la phrase : « Elle savait que vous alliez venir... ».
Podcast Présentateurs ; vf : Emmanuelle Bondeville / Thierry Kazazian

## Développement
The Quarry est édité par 2K Games et développé par le studio britannique Supermassive Games. Le jeu est pensé comme une suite spirituelle de leur jeu précédent, Until Dawn, sorti en 2015. La musique du jeu est composée par Ian Livingstone (en).

### Attribution des rôles
Les acteurs et actrices prêtent leurs voix ainsi que leurs traits à un personnage grâce à la technique de la capture de mouvement. Plusieurs figures célèbres du cinéma d'horreur apparaissent dans le jeu, telles que David Arquette dans le rôle de Chris Hackett, Lance Henriksen dans celui de Jedediah Hackett, Lin Shaye dans celui de Constance Hackett ou encore Ted Raimi dans celui de Travis Hackett,.
On trouve également de jeunes visages déjà familiers, comme Ariel Winter dans le rôle de Abigail Bryl, Justice Smith dans celui de Ryan Erzahler, Brenda Song dans celui de Kaitlyn Ka, ou encore Halston Sage dans celui d'Emma Mountebank.
La distribution est complétée par Miles Robbins (Dylan Lenivy), Zach Tinker (Jacob), Evan Evagora (Nicholas Furcillo), Siobhan Williams (Laura Kearney), Skyler Gisondo (Max Brinly), Grace Zabriskie (Elisa Vorez), Emily Axford (Grace Corvin), Brian Murphy (Anton Anderson) et Ethan Suplee (Bobby Hackett).